# Beinn an Lochain
De Beinn an Lochain is een berg in Schotland, in Argyll and Bute, in de Schotse Hooglanden. De berg is een Corbett met een hoogte van 901,7 meter. De berg ligt in de Arrochar Alps, in het Argyll Forest Park, dat weer in het nationaal park Loch Lomond en de Trossachs. 
Hoewel de berg was opgenomen in Sir Hugh Munro's oorspronkelijke lijst van Schotse bergen met een tophoogte van meer dan 3.000 ft (914,4 meter), toonden latere onderzoeken aan dat de lengte aanzienlijk kleiner was. Desondanks blijft het een populaire berg en wordt hij vaak aangehaald als een voorbeeld van een interessante berg onder de Munro-drempel om aan te tonen dat er meer is aan bergbeklimmen in Schotland dan alleen Munro-bagging.
Beinn an Lochain wordt meestal beklommen vanaf de parkeerplaats bij Butter Bridge, aan de A83, in Glen Kinglas. Vanaf daar wordt de top bereikt na een wandeling van 2,5 kilometer langs de noordoostelijke kam van de berg, waarbij meer dan 700 meter wordt geklommen. Het bergpad biedt uitzicht op Loch Restil en de pas tussen Glen Croe en Glen Kinglas.